# Rosário do Sul
Rosário do Sul é um município brasileiro do estado do Rio Grande do Sul, localizado na Região da Fronteira oeste do estado.

## Geografia

### População
Sua população foi estimada em 39.314 habitantes, conforme dados do IBGE em 2020.

#### Faixa etária da população conforme censo de 2010
- IDADE DOS HABITANTES
- 00 -  04 * 3.509
- 05 -  14 * 7.356
- 15 -  19 * 3.853
- 20 -  34 * 8.908
- 35 -  49 * 8.186
- 50 -  64 * 5.669
- 65 -  79 * 2.874
- 80 ou mais * 703
- Área : 4.466,7;km²
- Densidade Demográfica : 9,19 hab/km²
- Densidade Demográfica Urbana: 2.481 hab./ km²
- Densidade Demográfica Rural :   1,15 hab./ km².
- Área total urbana: 14,61 km².
- Taxa de Natalidade : 56,50  pessoas/mês.
- Taxa de Mortalidade :15,58  pessoas/mês
- Expectativa de Vida ao Nascer (2000): 70,49 anos
- Coeficiente de Mortalidade Infantil (2005): 19,94 por mil nascidos vivos

### Distritos
| Distrito       | População |
| -------------- | --------- |
| Campo Seco     | 1000      |
| Caverá         | 1100      |
| Mangueiras     | 600       |
| Rosário do Sul | 37500     |
| São Carlos     |           |
| Touro Passo    | 500       |